# George Hertzberg
Pour les articles homonymes, voir Hertzberg.
George Hertzberg est un acteur américain né le 6 novembre 1972 à Glens Falls (État de New York) essentiellement connu pour son rôle d'Adam dans la série Buffy contre les vampires. Il a également écrit et produit le film Too Much Magic en 2000.

## Filmographie sélective
- 1996 : Troisième planète après le Soleil (saison 2 épisode 12) : David
- 1998 : Papa bricole (saison 7 épisode 19) : Ed
- 1999 : The Pornographer : Tom
- 2000 : La Loi du fugitif (saison 1 épisode 7) : Officier de police
- 2000 : Buffy contre les vampires, 9 épisodes : Adam
- 2001 : Bush Président (saison 1 épisode 8) : Yuppie
- 2002 : Providence (saison 4 épisode 15)
- 2006 : Ghost Whisperer (saison 2 épisode 1) : Reporter
- 2008 : Taken : Agent de sécurité du manoir